# Serrín

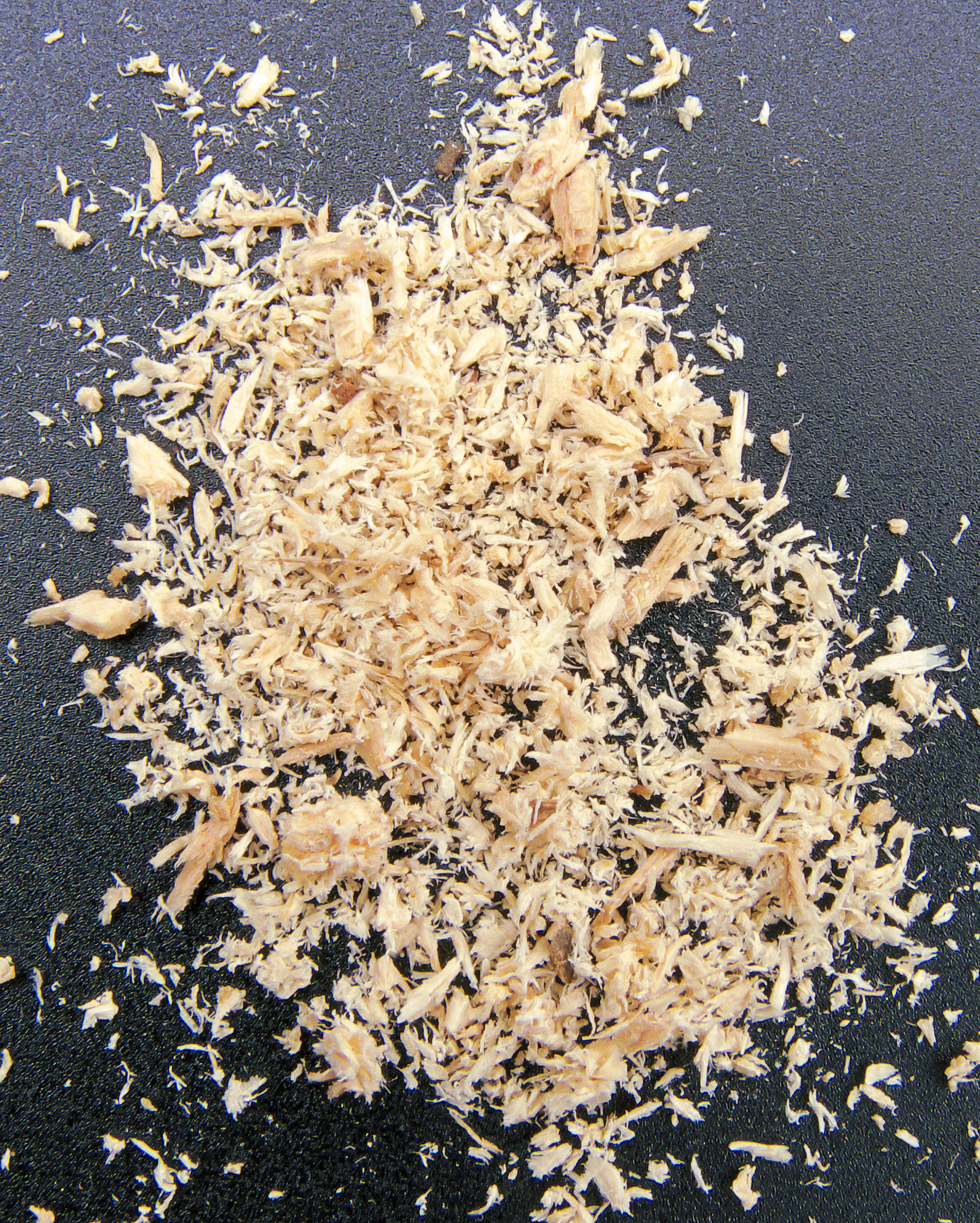
Serrín

El serrín o aserrín es el desperdicio del proceso de aserrado de la madera, como el que se produce en un aserradero. Se diferencia de las virutas de madera en que, a diferencia de estas, el aserrín tiene forma redondeada y no laminar.
A este material, que en principio es un residuo o desecho de las labores de corte de la madera, se le han buscado destinos diferentes con el paso del tiempo. Dentro del campo de la carpintería se usa para fabricar tableros de madera aglomerada y de tablero de fibra de densidad media (DM). Ya fuera del campo de la carpintería ha sido usado durante mucho tiempo en el campo de la higiene para ser extendido en el suelo y mejorar la adherencía de este y facilitar su limpieza por ejemplo en negocios donde pueda ser habitual el derrame de líquidos en el suelo. Se ha usado también como cama o lecho para animales, bien en bruto o bien tras su procesado, siendo aglutinado y pelletizado. En los últimos años ha aumentado su uso para la fabricación de briquetas destinadas a la alimentación de estufas, y de pellas destinadas a la alimentación de calderas de biomasa. También se lo utiliza en la jardinería para hacer Bokashi o como cobertura para el suelo. Por otro lado, en la actualidad es utilizado en altares de muertos (tradición mexicana) para representar el elemento tierra, para muchos tiene el siguiente significado: Polvo eres y en polvo de convertirás.
La presencia de hongos en el serrín puede causar alveolitis alérgica extrínseca.[cita requerida]
También se usa esta nomenclatura a los residuos de carne que dejan las máquinas carniceras; en las propiamente dichas carnicerías; a veces llamado aserrín de carne; y además al hueso molido también se le llamada aserrín de igual forma.